# Hans Marti (Volkskundler)
Hans Marti (* 7. November 1915 in Altbüron; † 24. August 2003 in Nebikon) war ein Schweizer Volkskundler, Lokalhistoriker, Fotograf und Autor.

## Leben und Werk
Hans Marti wuchs als Sohn eines Landwirts in Altbüron im Luzerner Hinterland auf. Er besuchte während drei Semestern das Kollegium der Abtei Saint-Maurice sowie zwei Jahre die Zentralschweizerische Verkehrsschule in Luzern.
Ab 1935 absolvierte Marti auf verschiedenen SBB-Bahnhöfen eine Lehre zum Bahnhofvorstand. Anschliessend arbeitete er in unterschiedlichen Regionen der Zentralschweiz. Ab 1952 war er Stationsvorstand in Wauwil, später in Nebikon. Als Verkehrsfachmann organisierte und leitete er Gesellschaftsreisen, was ihn bis zu seinen Verwandten in den USA führte.
Marti knüpfte in den 1940er Jahren erste Kontakte zur Historischen Vereinigung Zofingen und zur Heimatvereinigung Wiggertal, wo er in der Folge als Vorstandsmitglied, Aktuar und Vizepräsident tätig war. Er war Mitbegründer des Hinterländers, einer Beilage zur Zeitung Willisauer Bote, und schrieb für diese regelmässig Artikel. Zudem verfasste er für die Heimatkunde des Wiggertals, das Publikationsorgan der Heimatvereinigung Wiggertal, von 1943 bis 2003 insgesamt 54 Beiträge zu volkskundlichen, bau- und regionalgeschichtlichen und literarischen Themen. In den 1960er Jahren machte Marti durch die Ausgrabungen im Wauwilermoos Bekanntschaft mit der Urgeschichte und besuchte Kurse an der Universität Zürich.
Marti war 12 Jahre Obmann der Dorfgemeinschaft Nebikon und Vorstandsmitglied des Schweizerischen Landwirtschaftsmuseums Burgrain. Er war Experte für die örtlichen Sakralbauten, die Bauernhausforschung sowie für die Erhaltung und Instandstellung der Speicher. Hans Marti wurde 1990 Ehrenbürger von Altbüron. Er hinterliess über fünfzehntausend Fotoaufnahmen, die Zeugnisse für das Brauchtum, die Denkmalpflege, die Archäologie und für die Landschaftsentwicklung der Region darstellen.

## Werke (Auswahl)
- Hundert Jahre Eisenbahn im Wiggertal. In: Heimatkunde des Wiggertales, H. 17 (1956), S. 58–71, H. 18 (1957), S. 26–58.
- Hans Roelli, der Dichter und Sänger. In: Heimatkunde des Wiggertales, Bd. 21, 1961, S. 47–65 (Digitalisat)
- (gemeinsam mit Paul Hugger): Der Sodmacher. Schweizerische Gesellschaft für Volkskunde, Reihe: Sterbendes Handwerk, Heft 18, Basel 1968, (18 Seiten).
- (gemeinsam mit Paul Hugger): Ein «Beckibüetzer» (Geschirrflicker) aus dem Napfgebiet. Schweizerische Gesellschaft für Volkskunde, Reihe: Altes Handwerk, Heft 31, Basel 1972, (16 Seiten).
- Zum Gedenken an Hans Roelli. In: Heimatkunde des Wiggertals. Bd. 40, 1982, S. 247–256. (Digitalisat)
- mit Bruno Bieri und Peter Menz: Das Amt Willisau im Wandel der Zeit. In: Heimatkunde des Wiggertals, Heft 45 (1987), S. 1–218.